# You Don’t Have to Say You Love Me
«You Don’t Have to Say You Love Me» —  песня. Была изначально написана на итальянском языке и называлась «Io che non vivo (senza te)». Авторами были композитор Пино Донаджио и поэт-песенник Вито Паллавичини. В 1966 году её записала по-английски британская певица Дасти Спрингфилд. Её версия была издана как сингл, который достиг 1 места в Великобритании (в UK Singles Chart) и 4 места в США.
Позже песню записал и выпустил как сингл Элвис Пресли. Его версия достигла 11 места в США (в октябре 1970 года в Billboard Hot 100) и 9 места в Великобритании (в январе 1971 года).

## Продажи и сертифиикации
Версия Элвиса Пресли
| Регион                                                      | Сертификация | Продажи  |
| ----------------------------------------------------------- | ------------ | -------- |
| Япония                                                      | —            | 308,000  |
| США (RIAA)                                                  | Золотой      | 500 000^ |
| ^ Данные о тиражах приведены только на основе сертификации. |              |          |